# Бреславская, Татьяна Юрьевна
Татья́на Ю́рьевна Бресла́вская (21 сентября 1980, Новороссийск) — российская скрипачка, одна из участниц московского квартета «Bagatelle»; лауреат международного конкурса «OST-WEST Musikfest» в Санкт-Пёльтене (2010); музыкант Театра им. Моссовета и Театрального товарищества 814.

## Биография
Родилась 21 сентября 1980 года в городе Новороссийске Краснодарского края.
1992 г. — участвовала в конкурсе скрипачей — учащихся детских музыкальных школ Краснодарского края, где заняла 1 место.
1995 г. — поступила в Новороссийское музыкальное училище им. Д. Д. Шостаковича.
1997 г. — на краевом конкурсе скрипачей — студентов музыкальных училищ Краснодарского края заняла 1 место.
март 1999 г. — на конкурсе скрипачей — студентов музыкальных училищ и училищ искусств Юга России в Ростове-на-Дону заняла 3 место.
июнь 1999 г. — с отличием окончила Новороссийское музыкальное училище им. Д. Д. Шостаковича.
октябрь 1999 г. — на конкурсе старинной музыки в Ростове-на-Дону заняла 1 место.
2004 г. — окончила Российскую академию музыки им. Гнесиных.
2009 г. — окончила Московскую Государственную консерваторию им.

П. И. Чайковского.
2010 г. — заняла 3 место на международном музыкальном конкурсе «OST-WEST Musikfest» в Санкт-Пёльтене.
В различные годы участвовала в международных музыкальных фестивалях с сольными выступлениями, а также в составе ансамблей и камерного оркестра в следующих городах:
- Англия (Плимут, Дарлингтон)
- Франция (Брест, Париж)
- Германия (Мёнхенгладбах, Эссен, Вольфенбюттель)
- США (Гейнсвилл, Чикаго, Денвер, Колорадо-Спрингс)
- Польша (Познань)
- Австрия (Санкт-Пёльтен, Пёрчах)

Играет в спектаклях Театра им. Моссовета и Театрального товарищества 814.